# Résolution 195 du Conseil de sécurité des Nations unies
Membres permanents
- Chine (Taïwan)
- États-Unis
- France
- Royaume-Uni
- URSS

Membres non permanents
- Bolivie
- Brésil
- Côte d'Ivoire
- Maroc
- Norvège
- Tchécoslovaquie

Résolution no 194 Résolution no 196
La Résolution 195 est une résolution du Conseil de sécurité de l'ONU votée le 9 octobre 1964 lors de sa 1160e séance concernant le Malawi et qui recommande à l'Assemblée générale des Nations unies d'admettre ce pays comme nouveau membre.

## Vote
La résolution est adoptée à l'unanimité.

## Contexte historique
Les Britanniques maintinrent leur domination sur cette région pendant toute la première moitié du XXe siècle, en s’opposant à de nombreuses tentatives des habitants pour leur indépendance. Une élite africaine ayant étudié dans les écoles d’Europe et des États-Unis émerge, permettant la création, en 1944, du Nyasaland African Congress (NAC).
En 1953, le Nyassaland entra dans la Fédération de Rhodésie et du Nyassaland, avec la Rhodésie du Nord et la Rhodésie du Sud.
En 1958, le docteur Hastings Kamuzu Banda (qui avait obtenu son doctorat en médecine aux États-Unis en 1937) retourne au Malawi et devient leader du NAC, qu’il transforme en Malawi Congress Party (MCP). En 1959, prisonnier politique, il sera incarcéré à la prison de Gwelo jusqu’en 1960[réf. nécessaire].
Il participe à la conférence constitutionnelle à Londres. Lors d’élections, le 15 avril 1961, le MCP remporte une victoire écrasante au Conseil législatif, obtenant aussi le contrôle du Conseil exécutif du Nyassaland.
En 1962, le gouvernement britannique accorde l’autodétermination au Nyassaland. Banda devient premier ministre le 1er février 1963, alors que les Britanniques contrôlent encore le système financier, la sécurité et le système juridique du pays.
La Fédération de Rhodésie et du Nyasaland est dissoute le 31 décembre 1963, et le 6 juillet 1964, l’indépendance du Malawi est proclamée. Le pays adhère au Commonwealth.  (issu de l'article Malawi).
À la suite de cette résolution ce pays est admis à l'ONU le 1 décembre 1954,.

## Texte
- Résolution 195 Sur fr.wikisource.org
- Résolution 195 Sur en.wikisource.org